# Dhaulágirí II
Dhaulágirí II (také Dhaulagiri II) je vrchol vysoký 7 751 m n. m. v Himálajích v Nepálu. Po osmitisícové hoře Dhaulágirí I je druhým nejvyšším vrcholem horského celku Dhaulágirí Himal.

## Prvovýstup
Poprvé na vrcholu stanuli horolezci Ronald Fear, Adolf Huber, Adolf Weissensteiner a Šerpa Jangbu dne 18. května 1971.